# Pardosa tatarica
Pardosa tatarica là một loài nhện trong họ Lycosidae.
Loài này thuộc chi Pardosa. Pardosa tatarica được Tord Tamerlan Teodor Thorell miêu tả năm 1875.